# Edward Olive
Edward Olive (n. 4 ianuarie 1970, Dublin) este un actor de filme și progame de televiziune din Anglia. Vorbește engleza (limba maternă), franceza, spaniola, portugheza, italiana, româna și germana.

## Filmografie
- Give and Take, and Take (2003) — Joey 'Shoes' The Lackey.
- London Street (2003) TV Series — Activista
- Opium (film) (2004) — Ministre Anglais
- Arritmia (2006) — Analista de Intelegencia